# Monaster św. Andrzeja nad Treską
Monaster św. Andrzeja nad Treską – prawosławny klasztor nad Treską, w okolicach Skopje, nad jeziorem Matka.
Klasztor został ufundowany przez Andrijaša, drugiego syna króla Vukašina i wzniesiony w 1389. Stanowi przykład wpływów architektury serbskiej na sztukę Macedonii. Jego główna cerkiew pod wezwaniem św. Andrzeja stanowi przy tym obiekt unikatowy na tle całokształtu architektury państwa Nemaniczów. Obiekt łączy typ swobodnego krzyża z planem trójliścia i jest zwieńczony smukłą kopułą usytuowaną na miejscu skrzyżowania ramion krzyża o północnym i południowym ramieniu w formie okrągłej konchy. W zewnętrznej architekturze budynku krągłość ramion maskują prostokątnie ukształtowane ściany. Budynek świadczy o panującej w architekturze państwa Nemaniczów tendencji do coraz silniejszej dekoratywności architektury.
We wnętrzu cerkwi św. Andrzeja w kompleksie klasztornym znajduje się zespół fresków wykonanych przez mnichów Grzegorza i Kalesta Cyryla oraz metropolitę Jana.
Cerkiew monasterska nad Treską powstała w roku bitwy na Kosowym Polu, stając się tym samym ostatnim zabytkiem architektury typowo serbskiej w regionie macedońskim.